# 达埔镇
达埔镇，是中华人民共和国福建省泉州市永春县下辖的一个乡镇级行政单位。境内有著名小吃麻粩。
香产业是达埔镇的传统支柱产业。永春达埔与河北古城、厦门翔安、广东新会并称“中国四大制香基地”。永春篾香是中国地理标志产品。

## 行政区划
达埔镇下辖以下地区：
新溪村、洑溪村、光烈村、金星村、东园村、岩峰村、汉口村、狮峰村、洪步村、达德村、新琼村、达中村、达理村、楚安村、建国村、蓬莱村、前峰村、延寿村、溪园村、乌石村和达山村。